# Egleria fluctuans
Egleria fluctuans là loài thực vật có hoa trong họ Cói. Loài này được L.T.Eiten mô tả khoa học đầu tiên năm 1964.